# Diplacodon
Il diplacodonte (gen. Diplacodon) è un mammifero perissodattilo estinto, appartenente ai brontoteri. Visse nell'Eocene medio/superiore (circa 45 - 40 milioni di anni fa) e i suoi resti fossili sono stati ritrovati in Nordamerica.

## Descrizione
Questo animale era di grandi dimensioni, e poteva superare i 2 metri di altezza al garrese. Come tutti i brontoteri, il suo aspetto era vagamente simile a quello di un rinoceronte. Le prime vertebre del dorso erano dotate di lunghe apofisi, che sostenevano una muscolatura possente del collo. Diplacodon era caratterizzato dalla forma peculiare dell'osso nasale, con margini laterali ispessiti e rivolti all'insù. La specie D. elatus aveva margini laterali che seguivano una linea costante, mentre la specie più grande, D. gigan, era dotata di un corno dai margini laterali fortemente ispessiti e con una spiccata inclinazione verso l'alto. Il cranio di questa specie poteva superare i 70 centimetri di lunghezza.

## Classificazione
Il genere Diplacodon venne istituito da Othniel Charles Marsh nel 1875, sulla base di resti fossili di brontoteri rinvenuti in terreni eocenici nordamericani. La specie tipo è Diplacodon elatus. Allo stesso genere è stata poi attribuita anche la specie D. progressum dello Utah, da alcuni considerata conspecifica con la precedente. Nel 2011 è stata descritta la specie D. gigan dello Wyoming, più grande e specializzata, il cui nome specifico deriva da Gigan, un mostro cornuto protagonista del film del 1972 Godzilla contro i giganti. 

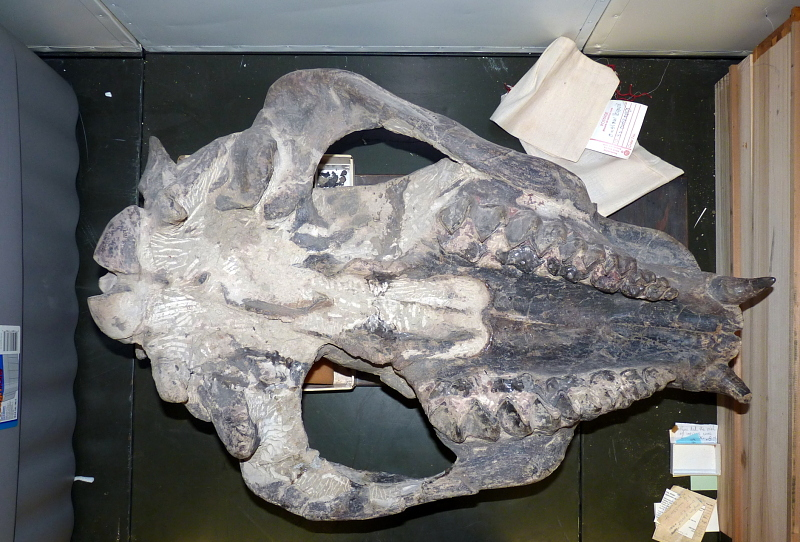
Cranio di Diplacodon sp

Diplacodon fa parte dei brontoteriidi, un gruppo di perissodattili dell'Eocene, simili a rinoceronti ma imparentati alla lontana con i cavalli. In particolare, Diplacodon era un brontoterio derivato, strettamente imparentato con Protitanotherium, Rhinotitan e l'enigmatico Brachydiastematherium.